# Greenham
Greenham – wieś i civil parish w Anglii, w Berkshire, w dystrykcie (unitary authority) West Berkshire. W 2011 civil parish liczyła 3628 mieszkańców. Greenham jest wspomniana w Domesday Book (1086) jako Greneham.